# 4175 Billbaum
4175 Billbaum eller 1985 GX är en asteroid i huvudbältet som upptäcktes den 15 april 1985 av den amerikanske astronomen Edward L.G. Bowell vid Anderson Mesa Station. Den är uppkallad efter den amerikanske astronomen William A. Baum.
Asteroiden har en diameter på ungefär 8 kilometer.